# Ohlopiv, Horohiv
Ohlopiv (în ucraineană Охлопів) este un sat în comuna Kvasiv din raionul Horohiv, regiunea Volînia, Ucraina.

## Demografie
Componența lingvistică a localității Ohlopiv
     Ucraineană (98,75%)
     Rusă (1,25%)
Conform recensământului din 2001, majoritatea populației localității Ohlopiv era vorbitoare de ucraineană (98,75%), existând în minoritate și vorbitori de rusă (1,25%).